# Golfo de Corinto

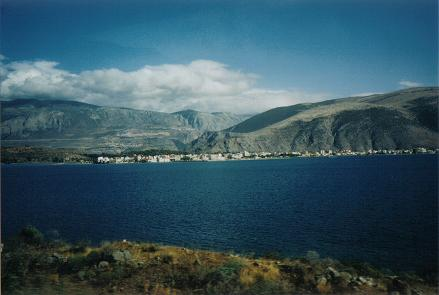
Golfo de Corinto

O golfo de Corinto é a porção de mar que separa o Peloponeso da parte ocidental da Grécia. É limitado a leste pelo istmo de Corinto, e a oeste pelo estreito de Rio - Antírio, e é atravessado pela ponte Rio-Antírio. As cidades e povoações vizinhas do golfo são:
- Naupacto (noroeste)
- Iteia (norte)
- Lutraci
- Corinto (sudeste)
- Ciato
- Xilocastro (sul)
- Derveni
- Égio (sudoeste)